# 51 (фільм, 2011)
«51» — американський фантастичний фільм жахів 2011 року режисера Джейсона Коннері з Брюсом Бокслейтнером та Джоном Ші у головних ролях. Картина брала участь у фестивалі «Після півночі».

## Зміст
Поступившись громадському тискові, військові змушені допустити на секретний об'єкт Зони 51 журналістів. Ті передчувають сенсаційне викриття верховного командування і репортаж про приховані таємниці прибульців. Чутки не виявляються безпідставними — під землею дійсно нудилося в ув'язненні щось із зірок. Тепер же, через халатність людей, воно вирвалося на свободу, сіючи позаду себе лише смерть і руйнування.

## Ролі
- Брюс Бокслейтнер — полковник Мартін
- Джейсон Лондон — Аарон Шумахер
- Рейчел Майнер — сержант Ганна
- Ванесса Бренч — Клер
- Джон Ші — Сем Вайтолкер
- Джуліан Батерсон — Гомес
- Лена Кларк — Мінді
- Дж. Д. Евермор — Сміт
- Бью Брессо — пілот

## Зйомки та показ
Картина знімалася режисером Джейсоном Коннері. Зйомки фільму почалися в квітні в Луїзіані.
«51» вийде до показу в кінотеатрах цієї осені як частина «After Dark Originals». Також він вийде в ефір у 2011 році на каналі Sci-Fi в самостійному показі.